# Skenderija
Skenderija è un centro culturale, sportivo e commerciale situato a Sarajevo, in Bosnia ed Erzegovina.
L'area di 70 000 metri quadrati include sale polivalenti in cui vengono organizzati vari eventi sportivi, culturali e commerciali durante tutto l'anno, nonché un centro commerciale "Privredni grad" con numerosi negozi, ristoranti, pasticceria del caffè e simili. Skenderija è composta da diversi luoghi che includono: Dom Mladih, Ars Aevi e la Mirza Delibašić Hall.

## Storia

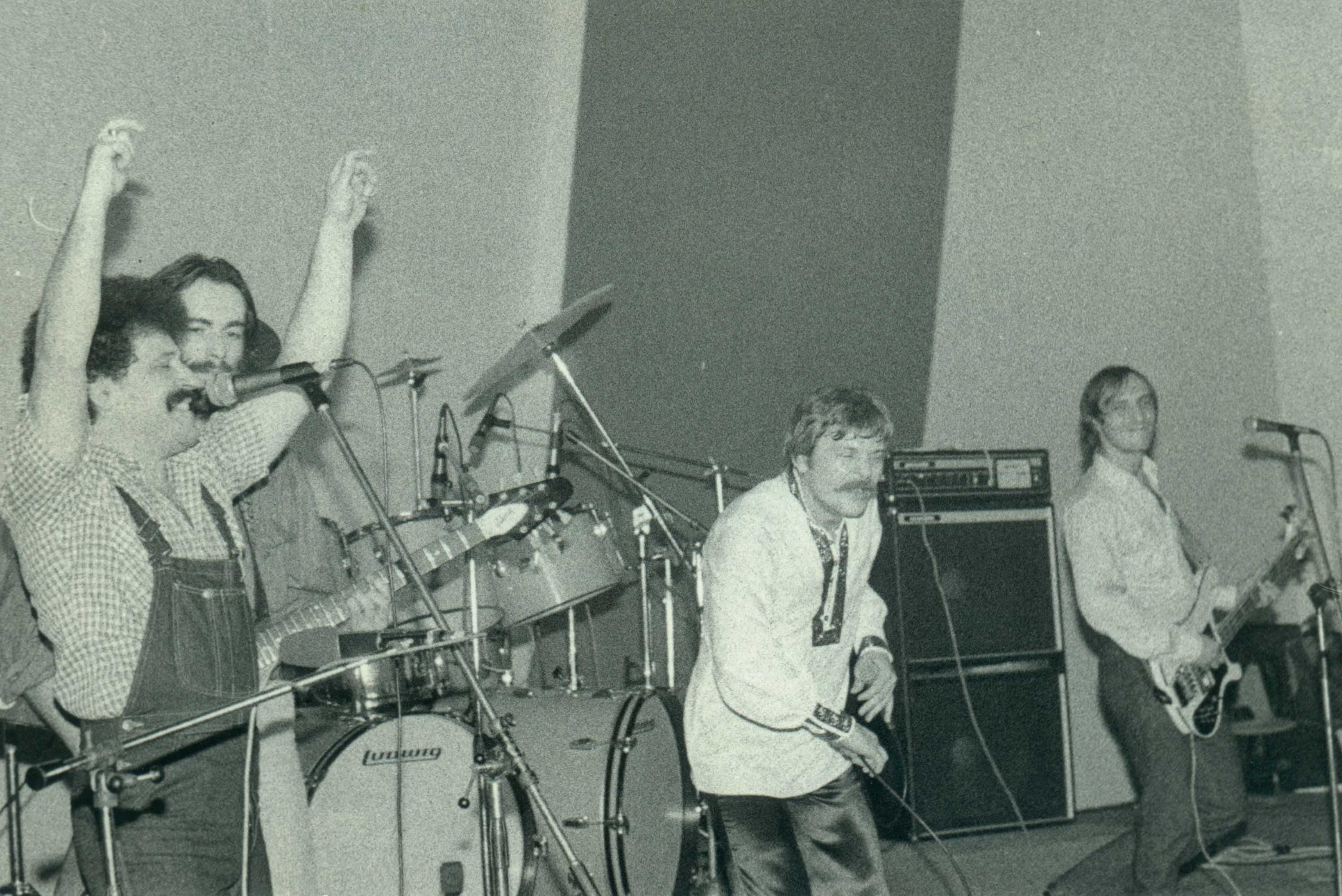
Gli Indexi e Želimir Altarac Čičak in concerto a Skenderija nel 1979

A causa della mancanza di uno spazio espositivo e di un centro sportivo nella città in rapida espansione di Sarajevo alla fine degli anni '60, la comunità cittadina progettò di costruire il nuovo centro a Skenderija. Fu inaugurato il 29 novembre 1969 ospitando una prima del film La battaglia di Neretva.
Il nome Skenderija, che significa "luogo di Skender", deriva dal famoso bey bosniaco Sandžak-beg Skender-paša, che costruì il primo centro commerciale con 11 negozi e il primo monastero musulmano della Bosnia nel 1499. Ben presto Skenderija divenne un centro ben noto e ampiamente utilizzato per numerosi eventi culturali dell'ex Jugoslavia. Una parte di Skenderija è un club giovanile chiamato "Dom mladih" (Casa della gioventù). Prima della guerra in Bosnia degli anni '90, questo era uno dei club più moderni e occidentali della Jugoslavia. Era un posto molto popolare tra i giovani e grandi star della musica pop dei Balcani, come Dino Merlin, hanno iniziato la loro carriera qui.
Nel 1977, quando Sarajevo fu scelta per ospitare le Olimpiadi invernali del 1984, i sarajevesi scoprirono di aver bisogno di qualcosa di più del nuovissimo edificio Zetra per ospitare ogni evento di pattinaggio artistico e hockey su ghiaccio. Così iniziarono a ricostruire ed espandere Skenderija in un vero e proprio centro di sport sul ghiaccio all'avanguardia. È stato anche scelto come centro per rappresentanti e giornalisti.
Nel 1992, quando iniziò la guerra in Bosnia ed Erzegovina, Skenderija fu bombardata. La struttura principale dell'edificio è sopravvissuta senza gravi danni, ma il centro giovanile venne distrutto e reso inutilizzabile.
Dopo la guerra, il complesso lentamente andò in rovina. Ma nel 1999, il governo della città di Sarajevo desiderava avere una sala espositiva per sostenere la ricostruzione economica e commerciale. I lavori di ristrutturazione, finanziato da varie società private che oggi detengono la proprietà dell'immobile, andarono avanti dal 2000 al 2006. Il complesso, oggi ripristinato alle vecchie funzioni commerciali e sociali, ospita oltre 500 000 visitatori ogni anno.
Il 12 febbraio 2012 il tetto del centro del palazzetto del ghiaccio è crollato sotto il peso di una forte nevicata. Il tetto era stato progettato per sostenere fino a 100 kg per metro quadrato, mentre il peso della neve arrivò a circa 160 kg per metro quadrato.

## Dom Mladih Skenderija

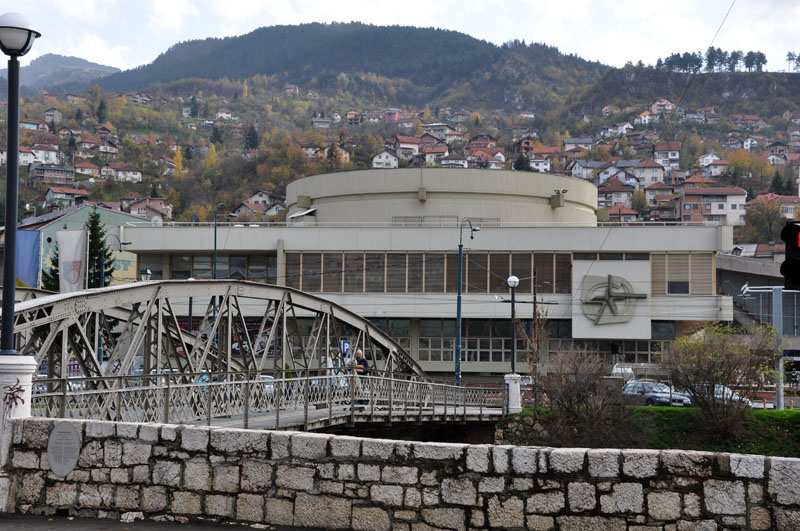
Dom Mladih Skenderija

Il Dom Mladih (Casa della gioventù ) è un centro multifunzionale di concept e interni moderni, parte del complesso di Skenderija, che è dotato di tecnologia all'avanguardia, costituito da una sala da ballo con una capacità di 2 000 visitatori e un anfiteatro con una capacità di fino a 600 visitatori.
Molti gruppi pop e rock non affermati, nonché intrattenitori hanno iniziato la loro carriera in "Dom Mladih" per diventare in seguito musicisti di fama in tutta la regione e il mondo: Kemal Monteno, Bijelo Dugme, Dino Merlin, Indexi, Crvena jabuka, Plavi orkestar, Ambasadori, Regina, SCH e molti altri.
Dopo essere stato danneggiato durante la guerra in Bosnia, è stato riaperto ufficialmente nel 2007.

## Dvorana Mirza Delibašić
La Dvorana Mirza Delibašić in serbo Дворана Мирза Делибашић? è una arena polivalente intitolata a Mirza Delibašić all'interno del complesso di Skenderija. È utilizzata come impianto sportivo per pallacanestro (Košarkaški klub Bosna Royal) e pallamano (RK Bosna Sarajevo).

## Ars Aevi

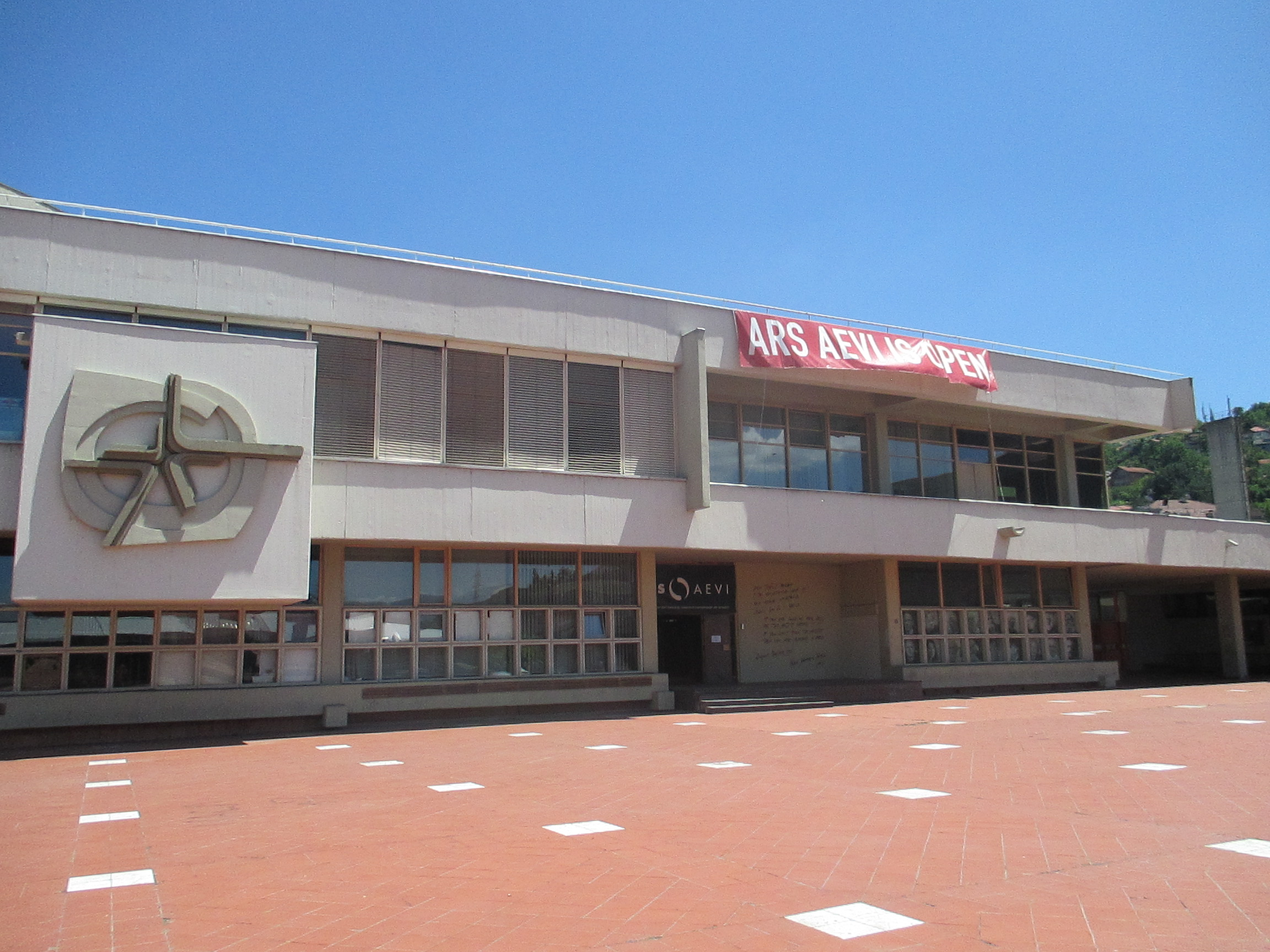
Ars Aevi

Ars Aevi (Ars Aevi Muzej Savremene Umjetnosti Sarajevo) è un museo di arte contemporanea ospitato provvisoriamente in un'ala del complesso di Skenderija. Costituito durante la guerra come resistenza di cultura, contiene oltre 120 opere di noti artisti mondiali tra cui Michelangelo Pistoletto, Jannis Kounellis, Joseph Beuys, Braco Dimitrijević e Joseph Kosuth.
Un nuovo edificio museale per l'Ars Aevi è stato progettato da Renzo Piano.